# Kilimagryllus steini
Kilimagryllus steini är en insektsart som först beskrevs av Henri Saussure 1878.  Kilimagryllus steini ingår i släktet Kilimagryllus och familjen syrsor. Inga underarter finns listade i Catalogue of Life.